# Повіт Мінамі-Сайтама
Пові́т Міна́мі-Сайта́ма (яп. 南埼玉郡, みなみさいたまぐん, МФА: [mʲinamʲi sai̯tama guɴ]) — повіт в префектурі Сайтама, Японія.